# 956

956(구백오십육)은 955보다 크고 957보다 작은 자연수다.

## 수학
- 합성수로, 그 약수는 1, 2, 4, 239, 478, 956이다. 진약수의 합은 724이므로, 956은 부족수다.

## 과학·기술
- NGC 956(영어판): 안드로메다자리 방향에 있는 성군.
- 포르쉐 956(영어판): 포르쉐의 경주용 자동차.

## 군사
- U-956(영어판, 독일어판): 제2차 세계 대전에 사용된 나치 독일의 군용 잠수함.

## 문화유산
- 대한민국의 보물 제956호: 곡성 태안사 청동 대바라

## 기타
- 연도: 956년, 기원전 956년